# Tenuiphantes jacksonoides
Tenuiphantes jacksonoides là một loài nhện trong họ Linyphiidae.
Loài này thuộc chi Tenuiphantes. Tenuiphantes jacksonoides được miêu tả năm 1977 bởi van Helsdingen.